# 稲葉太郎
稲葉 太郎（いなば たろう）は、日本の柔道家である。
元講道館柔道七段（破門）、大日本武徳会柔道教士、大日本武徳会武道専門学校柔道教授。

## 経歴
1887年（明治20年）に岐阜県大垣市に生まれる。
稲葉家は大垣藩に仕えており、父の稲葉光羨は勤王家一代の碩学と言われた人物であった。
幼少から文武の道に励み、中学時代においては麒麟児であった。
1921年（大正10年）接骨検定に合格した。
稲葉の道場である尚徳館では数多くの柔道家を養成し、高段者だけでも数百名を数えた。
1937年（昭和12年）12月23日、中西元雄、脇川良一と共に講道館から破門され段位を剥奪された。
破門後に全日本體武会、全日本柔道会を組織し日本伝肉弾體武という独自の武道を教え始めた。